# 巴中地区
巴中地区，四川省已撤销的地区。今巴中市的前身。
1993年7月5日，由达县地区划出巴中市、通江县、南江县和平昌县设立巴中地区。地区行政公署驻巴中市。
2000年6月14日，撤销巴中地区，设立地级巴中市，原县级巴中市改设巴州区。